# Lucie Barma
Lucie Barma (* 24. September 1962 in Québec, Québec) ist eine ehemalige kanadische Freestyle-Skierin. Sie war weitgehend auf die nicht mehr ausgetragene Disziplin Ballett (Acro) spezialisiert. In dieser Disziplin gewann sie zwei Bronzemedaillen bei Weltmeisterschaften und einen Wettkampf im Weltcup.

## Biografie
Lucie Barma begann im Alter von zwölf Jahren im Rahmen eines Trainingslagers im Skizentrum Manoir-St Castin bei Lac-Beauport mit dem Freestyle-Skiing. Wie damals üblich, erlernte sie alle drei Disziplinen und bestritt zunächst Wettkämpfe auf Provinzebene. 1979 gewann sie die ersten von insgesamt 18 Staatsmeistertiteln und wurde in die kanadische Nationalmannschaft aufgenommen.
Am 2. Januar 1982 gab Lucie Barma am Snoqualmie Pass auf der Buckelpiste ihr Debüt im Freestyle-Skiing-Weltcup und belegte als Zweite gleich ihren ersten Podestplatz. In ihrer Paradedisziplin Ballett wurde sie auf Anhieb Dritte. Sowohl in der Moguls-Disziplinenwertung als auch im Gesamtweltcup erreichte sie bereits in der ersten Saison die besten Platzierungen ihrer Karriere. In den beiden folgenden Wintern bestritt sie weiterhin beide Disziplinen, konnte sich auf der Buckelpiste aber nicht verbessern und spezialisierte sich ab der Saison 1984/85 auf das Ballett. Im Dezember 1985 feierte sie in Tignes ihren einzigen Weltcupsieg, bei den ersten Weltmeisterschaften am selben Ort gewann sie zwei Monate später die Bronzemedaille. In der Ballett-Disziplinenwertung erreichte sie als Dritte ihr bestes Ergebnis.
Lucie Barma musste sich im Weltcup oft den Dominatorinnen Jan Bucher, Christine Rossi und Conny Kissling geschlagen geben und belegte auf dem Podest vor allem zweite und dritte Plätze. Im Februar 1988 verpasste sie im olympischen Demonstrationswettbewerb von Calgary als Vierte hinter den drei Genannten die Medaillenränge nur knapp. Ein Jahr später gelang ihr bei den Weltmeisterschaften am Oberjoch der Gewinn einer weiteren Bronzemedaille, in der Weltcup-Disziplinenwertung wurde sie erneut Dritte. Im März 1990 beendete Barma ihre Karriere und verzichtete aus familiären Gründen auf eine Fortsetzung im Hinblick auf die Olympischen Spiele von Albertville.
Nach dem Ende ihrer aktiven Laufbahn war Lucie Barma im Wintersportgebiet Le Relais als Skilehrerin tätig. Seit dem 46. Lebensjahr leidet sie in Folge von drei Bandscheibenvorfällen in der Halswirbelsäule an einer schmerzhaften Fibromyalgie, die es ihr unmöglich macht, einer Arbeit nachzugehen. Sie ist Mutter von zwei Söhnen.

## Erfolge

### Olympische Spiele
- Calgary 1988: 4. Ballett (Demonstrationswettbewerb)

### Weltmeisterschaften
- Tignes 1986: 3. Ballett
- Calgary 1988: 4. Ballett
- Oberjoch 1989: 3. Ballett

### Weltcupwertungen
| Saison  | Gesamt | Gesamt | Moguls | Moguls | Ballett | Ballett |
| Saison  | Platz  | Punkte | Platz  | Punkte | Platz   | Punkte  |
| ------- | ------ | ------ | ------ | ------ | ------- | ------- |
| 1982    | 4.     | 59     | 7.     | 24     | 4.      | 35      |
| 1983    | 7.     | 15     | 7.     | 24     | 4.      | 43      |
| 1984    | 6.     | 15     | 9.     | 40     | 4.      | 52      |
| 1984/85 | 13.    | 9      | –      | –      | 4.      | 65      |
| 1985/86 | 13.    | 10     | –      | –      | 3.      | 50      |
| 1986/87 | 16.    | 9      | –      | –      | 4.      | 52      |
| 1987/88 | 17.    | 8      | –      | –      | 5.      | 58      |
| 1988/89 | 9.     | 10     | –      | –      | 3.      | 69      |
| 1989/90 | 22.    | 7      | –      | –      | 6.      | 44      |

### Weltcupsiege
Barma errang im Weltcup 26 Podestplätze, davon 1 Sieg:
| Datum             | Ort    | Land       | Disziplin |
| ----------------- | ------ | ---------- | --------- |
| 10. Dezember 1985 | Tignes | Frankreich | Ballett   |

### Weitere Erfolge
- 18[1] kanadische Meistertitel (u. a. Ballett 1983–1985 und 1987–1990, Moguls 1984)[3]

## Auszeichnungen
- 2004: Aufnahme in die Canadian Ski Hall of Fame